# La Brûlatte
La Brûlatte é uma comuna francesa na região administrativa da Pays de la Loire, no departamento de Mayenne. Estende-se por uma área de 15,24 km². Em 2010 a comuna tinha 707 habitantes (densidade: 46,4 hab./km²).